# Eef Gerritsen
Eef Gerritsen (* 3. Juni 2000 in Nijmegen) ist ein niederländischer Eishockeyspieler, der seit 2023 erneut bei den Nijmegen Devils unter Vertrag steht und dort in der zweitklassigen Ehrendivision spielt.

## Karriere

### Klubs
Eef Gerritsen begann seine Karriere bei den Nijmegen Devils in seiner Heimatstadt, wo er in der Spielzeit 2015/16 in der belgisch-niederländischen BeNe League debütierte. Daneben spielte er 2017/18 in der DNL2 für die Moskitos Essen. Nachdem er drei Jahre in den  Vereinigten Staaten verbracht hatte, kehrte er in die Niederlande zurück und spielte dort für die Heerenveen Flyers, mit denen er 2022 die BeNe League gewann. Seit 2023 spielt er erneut bei den Nijmegen Devils, mit denen er in der zweitklassigen Ehrendivision spielt.

### International
Für die Niederlande nahm Gerritsen im Juniorenbereich an den Spielen der Division II der U18-Weltmeisterschaften 2017 und 2018 sowie der U20-Weltmeisterschaft 2019 teil.
Sein Debüt in der Herren-Nationalmannschaft gab Doop beim Division-II-Turnier der Weltmeisterschaft 2022, als den Niederländern der Aufstieg in die Division I gelang.

## Erfolge und Auszeichnungen
- 2022 Meister der BeNe League mit den Heerenveen Flyers
- 2022 Aufstieg in die Division I, Gruppe B, bei der Weltmeisterschaft der Division II, Gruppe A